# Lithosia fasciata
Lithosia fasciata är en fjärilsart som beskrevs av Arnold Spuler 1906. Lithosia fasciata ingår i släktet Lithosia och familjen björnspinnare. Inga underarter finns listade i Catalogue of Life.